# Bathydrilus difficilis
Bathydrilus difficilis is een ringworm uit de familie van de Naididae. De wetenschappelijke naam van de soort is voor het eerst geldig gepubliceerd in 2005 door Erseus & Wang.